# Gåstjärnen (Järna socken, Dalarna, 672227-142251)
Gåstjärnen är en sjö i Vansbro kommun i Dalarna och ingår i Dalälvens huvudavrinningsområde.